# Calcott (Shropshire)
Calcott – wieś w Anglii, w hrabstwie Shropshire. Leży 6 km na zachód od miasta Shrewsbury i 228 km na północny zachód od Londynu.